# Albi di Maxmagnus
Elenco degli albi di Maxmagnus, serie a fumetti ideata nel 1968 da Max Bunker e disegnata da Magnus e poi da Leone Cimpellin.

## Eureka (1968-1970)
L'Editoriale Corno pubblica Maxmagnus sul mensile Eureka nel marzo 1968; le storie sono tutte di due pagine, senza titolo ed in bianco e nero, tranne una a colori di otto pagine  dal titolo "Il giorno dei bagordi".
| N° | Data           | Titolo                | Allegato | Note                        |
| -- | -------------- | --------------------- | -------- | --------------------------- |
| 5  | marzo 1968     |                       |          | 1º episodio (senza titolo)  |
| 6  | aprile 1968    |                       |          | 2º episodio (senza titolo)  |
| 7  | maggio 1968    |                       |          | 3º episodio (senza titolo)  |
| 8  | giugno 1968    |                       |          | 4º episodio (senza titolo)  |
| 9  | luglio 1968    |                       |          | 5º episodio (senza titolo)  |
| 10 | agosto 1968    |                       |          | 6º episodio (senza titolo)  |
| 11 | settembre 1968 |                       |          | 7º episodio (senza titolo)  |
| 12 | ottobre 1968   |                       |          | 8º episodio (senza titolo)  |
| 13 | novembre 1968  |                       |          | 9º episodio (senza titolo)  |
| 14 | dicembre 1968  |                       |          | 10º episodio (senza titolo) |
| 15 | gennaio 1969   |                       |          | 11º episodio (senza titolo) |
| 16 | febbraio 1969  |                       |          | 12º episodio (senza titolo) |
| 17 | marzo 1969     |                       |          | 13º episodio (senza titolo) |
| 18 | aprile 1969    | Il giorno dei bagordi |          | 14º episodio (a colori)     |
| 19 | maggio 1969    |                       |          | 15º episodio (senza titolo) |
| 20 | giugno 1969    |                       |          | 16º episodio (senza titolo) |
| 21 | luglio 1969    |                       |          | 17º episodio (senza titolo) |
| 22 | agosto 1969    |                       |          | 18º episodio (senza titolo) |
| 23 | agosto 1969    |                       |          | 19º episodio (senza titolo) |
| 24 | settembre 1969 |                       |          | 20º episodio (senza titolo) |
| 25 | ottobre 1969   |                       |          | 21º episodio (senza titolo) |
| 26 | novembre 1969  |                       |          | 22º episodio (senza titolo) |
| 27 | dicembre 1969  |                       |          | 23º episodio (senza titolo) |
| 28 | gennaio 1970   |                       |          | 24º episodio (senza titolo) |
| 29 | febbraio 1970  |                       |          | 25º episodio (senza titolo) |
| 30 | marzo 1970     |                       |          | 26º episodio (senza titolo) |
| 31 | aprile 1970    |                       |          | 27º episodio (senza titolo) |
| 32 | maggio 1970    |                       |          | 27º episodio (senza titolo) |
| 33 | giugno 1970    |                       |          | 29º episodio (senza titolo) |

## Maxmagnus (1970)
L'Editoriale Corno pubblica il libro cartonato intitolato Maxmagnus nel novembre 1970, che ripropone in bianco e nero tutte le storie di due pagine, che erano inizialmente state pubblicate su Eureka; da notare che alle storie vengono aggiunti i titoli e che l'unica storia "lunga" a colori che era già intitolata "Il giorno dei bagordi" viene pubblicata in bianco e nero.
1. L'Amministratore fiduciario
2. Mani in alto!
3. Pane e lavoro
4. Rapina alla banca
5. Sua maestà, giudice salomonico
6. Il filtro magico
7. Operazione "città pulita"
8. Maghi, streghe & co.
9. Il consiglio
10. Natale di pace
11. Operazione "guardie pulite"
12. Riunione sediziosa
13. L'alluvione
14. Il giorno dei bagordi
15. La visita di Re Porcione
16. L'ospitalità di Maxmagnus
17. Arriva sua maestà, la consorte
18. Filtro addio!
19. Il campione di nuoto
20. Lo zaffiro arcobaleno
21. Trasformazione
22. L'asino astuto
23. Il rettile viscido
24. La magna tenzone
25. Il premio al vincitore
26. Laggiù nelle segrete
27. La rivolta
28. L'ultima pugna
29. Capitolazione

## Alle corte con re Maxmagnus (1974)
L'Editoriale Corno pubblica Alle corte con re Maxmagnus sul mensile Eureka Pocket n. 16 del marzo 1974, che ripropone tutte le storie in bianco e nero compresa quella intitolata "Il giorno dei bagordi" originariamente apparsa a colori.

## Maxmagnus (1979-1980)
L'Editoriale Corno pubblica il pocket mensile Maxmagnus nell'aprile 1979, proponendo nuove storie - rivisitando in parte le prime vecchie storie - realizzate graficamente da Leone Cimpellin, Pier Carlo Macchi e dallo staff di IF, in quanto il sodalizio tra Magnus & Bunker si era interrotto nel settembre 1975.
| N° | Data           | Titolo                            | Allegato  | Note                    |
| -- | -------------- | --------------------------------- | --------- | ----------------------- |
| 1  | aprile 1979    | C'era una volta un re             | 3 adesivi |                         |
| 2  | maggio 1979    | Il giorno del giudizio salomonico | 3 adesivi |                         |
| 3  | giugno 1979    | Il lago dei miracoli              |           |                         |
| 4  | luglio 1979    | Il rapimento del principe         |           |                         |
| 5  | agosto 1979    | La catena della fraternità        |           |                         |
| 6  | settembre 1979 | E il gran giorno venne            |           |                         |
| 7  | ottobre 1979   | Sponsali decretati                |           |                         |
| 8  | novembre 1979  | La festa dei bagordi              |           |                         |
| 9  | dicembre 1979  | Il principe è impazzito           |           |                         |
| 10 | gennaio 1980   | Complotto fatale                  |           |                         |
| 11 | febbraio 1980  | Natale di pace                    |           |                         |
| 12 | marzo 1980     | Minaccia nell'ombra               |           |                         |
| 13 | aprile 1980    | La cattura di Sante               | 3 adesivi |                         |
| 14 | maggio 1980    | Operazione immagine               |           |                         |
| 15 | giugno 1980    | La magna tenzone                  |           |                         |
| 16 | luglio 1980    | L'ora della rivolta               |           | inediti dal N° 17 al 25 |

## Eureka (1981)
L'Editoriale Corno, dopo la chiusura del pocket nel luglio 1980, pubblica sul mensile Eureka dal gennaio 1981 i numeri dal 17 al 19 senza titolo e suddivisi in quattro puntate; inoltre, all'inizio di ogni puntata, vi è un breve riassunto delle puntate precedenti.
| N°       | Data           | Titolo | Allegato | Note                         |
| -------- | -------------- | ------ | -------- | ---------------------------- |
| 1 (211)  | gennaio 1981   |        |          | Maxmagnus N° 17 (1ª puntata) |
| 2 (212)  | febbraio 1981  |        |          | Maxmagnus N° 17 (2ª puntata) |
| 3 (213)  | marzo 1981     |        |          | Maxmagnus N° 17 (3ª puntata) |
| 4 (214)  | aprile 1981    |        |          | Maxmagnus N° 17 (4ª puntata) |
| 5 (215)  | maggio 1981    |        |          | Maxmagnus N° 18 (1ª puntata) |
| 6 (216)  | giugno 1981    |        |          | Maxmagnus N° 18 (2ª puntata) |
| 7 (217)  | luglio 1981    |        |          | Maxmagnus N° 18 (3ª puntata) |
| 8 (218)  | agosto 1981    |        |          | Maxmagnus N° 18 (4ª puntata) |
| 9 (219)  | settembre 1981 |        |          | Maxmagnus N° 19 (1ª puntata) |
| 10 (220) | ottobre 1981   |        |          | Maxmagnus N° 19 (2ª puntata) |
| 11 (221) | novembre 1981  |        |          | Maxmagnus N° 19 (3ª puntata) |
| 12 (222) | dicembre 1981  |        |          | Maxmagnus N° 19 (4ª puntata) |

## Maxmagnus (1988)
La Max Bunker Press, nata nel 1983 prima del fallimento della Corno nel 1984, per opera di Luciano Secchi, alias Max Bunker,  pubblica nel 1988 per la serie "Parole & Fumetti", i libretti in formato orizzontale intitolati Maxmagnus - C'era una volta un re... (N. 9 - giugno 1988) e Maxmagnus - ...e un re c'è ancora (N. 10 - luglio 1988).

## Alan Ford (2005)
Nel n. 433 (settembre 2005) e nel n. 435 (novembre 2005) di Alan Ford sono ristampate tutte le 29 storie pubblicate su Eureka e sul n. 16 di Eureka Pocket; la prima parte, pubblicata su Alan Ford n. 433, è uguale all'originale, mentre la seconda e terza parte, pubblicate su Alan Ford n. 435, vengono suddivise in modo diverso:
- Maxmagnus rex (prima parte)
  1. L'Amministratore fiduciario
  2. Mani in alto!
  3. Pane e lavoro
  4. Rapina alla banca
  5. Sua maestà, giudice salomonico
  6. Il filtro magico
  7. Operazione "città pulita"
  8. Maghi, streghe & co.
  9. Il consiglio
  10. Natale di pace
- Pacem in terram (seconda parte)
  1. Operazione "guardie pulite"
  2. Riunione sediziosa
  3. L'alluvione
  4. Il giorno dei bagordi
- Pugna et bellum (terza parte)
  1. La visita di re porcione
  2. L'ospitalità di Maxmagnus
  3. Arriva sua maestà, la consorte
  4. Filtro addio!
  5. Il campione di nuoto
  6. Lo zaffiro arcobaleno
  7. Trasformazione
  8. L'asino astuto
  9. Il rettile viscido
  10. La magna tenzone
  11. Il premio al vincitore
  12. Laggiù nelle segrete
  13. La rivolta
  14. L'ultima pugna
  15. Capitolazione

## Maxmagnus - C'era una volta un re (2005)
La Repubblica pubblica un volume brossurato di 254 pagine della collana I Classici del Fumetto di Repubblica - Serie Oro N° 51 (Gruppo Editoriale L'Espresso) nel settembre 2005, intitolato Maxmagnus - C'era una volta un re, contenente alcune storie di Magnus e Cimpellin, accompagnate da redazionali.
Max Bunker (testi) e Magnus (disegni)
- Alla corte del re
  1. L'Amministratore fiduciario
  2. Mani in alto!
  3. Pane e lavoro
  4. Rapina alla banca
  5. Sua maestà, giudice salomonico
  6. Il filtro magico
  7. Operazione "città pulita"
  8. Il consiglio
  9. Operazione "guardie pulite"
  10. Riunione sediziosa
  11. L'alluvione
  12. Il giorno dei bagordi
  13. La visita di re porcione
  14. L'ospitalità di Maxmagnus
  15. Arriva sua maestà, la consorte
  16. Filtro addio!
  17. Il campione di nuoto
  18. Lo zaffiro arcobaleno
  19. Trasformazione
  20. L'asino astuto
  21. La magna tenzone
  22. Il premio al vincitore
  23. Laggiù nelle segrete
  24. La rivolta
  25. L'ultima pugna
  26. Capitolazione

Max Bunker (testi) e Leone Cimpellin (disegni)
- Congiure di palazzo
  - contiene i primi numeri della serie disegnata da Cimpellin

## Maxmagnus (2006-2008)
La Max Bunker Press pubblica per la collana spin-off le ristampe formato pocket del 1979-1980 dal N° 1 al 16 e i numeri inediti dal 17 al 25.
| N° | Data           | Titolo                                  | Allegato | Note                                     |
| -- | -------------- | --------------------------------------- | -------- | ---------------------------------------- |
| 1  | febbraio 2006  | C'era una volta un re...                |          | ristampa Maxmagnus N° 1 (aprile 1979)    |
| 2  | marzo 2006     | Il giorno del giudizio salomonico       |          | ristampa Maxmagnus N° 2 (maggio 1979)    |
| 3  | aprile 2006    | Il lago dei miracoli                    |          | ristampa Maxmagnus N° 3 (giugno 1979)    |
| 4  | maggio 2006    | Il rapimento del principe               |          | ristampa Maxmagnus N° 4 (luglio 1979)    |
| 5  | giugno 2006    | La catena della fraternità              |          | ristampa Maxmagnus N° 5 (agosto 1979)    |
| 6  | luglio 2006    | E il gran giorno venne                  |          | ristampa Maxmagnus N° 6 (settembre 1979) |
| 7  | agosto 2006    | Sponsali decretati                      |          | ristampa Maxmagnus N° 7 (ottobre 1979)   |
| 8  | settembre 2006 | La festa dei bagordi                    |          | ristampa Maxmagnus N° 8 (novembre 1979)  |
| 9  | ottobre 2006   | Il principe è impazzito                 |          | ristampa Maxmagnus N° 9 (dicembre 1979)  |
| 10 | novembre 2006  | Complotto fatale                        |          | ristampa Maxmagnus N° 10 (gennaio 1980)  |
| 11 | dicembre 2006  | Natale di pace                          |          | ristampa Maxmagnus N° 11 (febbraio 1980) |
| 12 | gennaio 2007   | Minaccia nell'ombra                     |          | ristampa Maxmagnus N° 12 (marzo 1980)    |
| 13 | febbraio 2007  | La cattura di Sante                     |          | ristampa Maxmagnus N° 13 (aprile 1980)   |
| 14 | marzo 2007     | Operazione immagine                     |          | ristampa Maxmagnus N° 14 (maggio 1980)   |
| 15 | aprile 2007    | La magna tenzone                        |          | ristampa Maxmagnus N° 15 (giugno 1980)   |
| 16 | maggio 2007    | L'ora della rivolta                     |          | ristampa Maxmagnus N° 16 (luglio 1980)   |
| 17 | giugno 2007    | Dopo la rivoluzione                     |          | inedito nel formato pocket               |
| 18 | luglio 2007    | Il triumvirato zoppo                    |          | inedito nel formato pocket               |
| 19 | agosto 2007    | Processo popolare                       |          | inedito nel formato pocket               |
| 20 | settembre 2007 | La repubblica di Karlx                  |          | inedito                                  |
| 21 | ottobre 2007   | Un amministratore per tutte le stagioni |          | inedito                                  |
| 22 | novembre 2007  | La spia di sangue blu                   |          | inedito                                  |
| 23 | dicembre 2007  | Il neo triumvirato                      |          | inedito                                  |
| 24 | gennaio 2008   | La repubblica di tutti                  |          | inedito                                  |
| 25 | febbraio 2008  | ...e c'è ancora un re...                |          | inedito                                  |